# Фергарден (Тенеси)
Фергарден (енгл. Fairgarden) насељено је место без административног статуса у америчкој савезној држави Тенеси.

## Демографија
По попису из 2010. године број становника је 529.
| Група             | 2000.    | 2010.       |
| Белци             | 0 (0,0%) | 510 (96,4%) |
| Афроамериканци    | 0 (0,0%) | 0 (0,0%)    |
| Азијати           | 0 (0,0%) | 3 (0,6%)    |
| Хиспаноамериканци | 0 (0,0%) | 6 (1,1%)    |
| Укупно            | 0        | 529         |